# Saint-Étienne-Cantalès

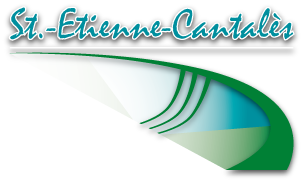
Logo van de gemeente

Saint-Étienne-Cantalès is een gemeente in het Franse departement Cantal (regio Auvergne-Rhône-Alpes) en telt 157 inwoners (1999). De plaats maakt deel uit van het arrondissement Aurillac.

## Geografie
De oppervlakte van Saint-Étienne-Cantalès bedraagt 11,1 km², de bevolkingsdichtheid is 14,1 inwoners per km².
De onderstaande kaart toont de ligging van Saint-Étienne-Cantalès met de belangrijkste infrastructuur en aangrenzende gemeenten.

## Demografie
Onderstaande figuur toont het verloop van het inwonertal (bron: INSEE-tellingen).

Vanwege een beveiligingsprobleem met de MediaWiki Graph-software is het momenteel niet mogelijk deze grafiek weer te geven. Zodra de software is bijgewerkt zal de grafiek vanzelf weer zichtbaar worden.